# Tony Mamaluke
Charles John Spencer, meglio noto con in ring name Tony Mamaluke (Brooklyn, 19 luglio 1977), è un ex wrestler statunitense.

## Carriera
Spencer iniziò la sua carriera nel mondo del wrestling nel 1998 allenato da Dean Malenko, lottando nelle federazioni indipendenti della Florida con gli pseudonimi C.G. Afi e Casanova Jones.
Con il nome di Tony Marinara passò un breve periodo nella World Championship Wrestling come manager di Big Vito e Johnny the Bull (noti come The Mamalukes e, in seguito, The Paisans); ebbe un feud con Disco Inferno e Lash LeRoux e lasciò la WCW nel 1999.
Poco tempo dopo passò alla Extreme Championship Wrestling. Scelse di combattere con il nome di Tony Mamaluke e si unì alla stable dei Full Blooded Italians (FBI), della quale ai tempi facevano parte Little Guido e Big Sal E. Graziano. Insieme a Guido riuscì a conquistare l'ECW World Tag Team Championship e combatté diversi feud contro Yoshihiro Tajiri, Mikey Whipwreck, Super Crazy, Kid Kash, Danny Doring e Roadkill. Restò nella ECW fino alla chiusura della stessa per bancarotta nell'aprile 2001.
In seguito prese parte ad alcuni show della Total Nonstop Action Wrestling e di diverse federazioni indipendenti come la Ring of Honor, dove riuscì anche a conquistare un ROH World Tag Team Championship insieme a Sal Rinauro.
Debuttò nella WWE nel corso del pay-per-view ECW One Night Stand 2005 ed in seguito venne messo sotto contratto per prendere parte alla rinata ECW. Lo stint nella nuova ECW fu decisamente avaro di soddisfazioni per Mamaluke, il quale venne svincolato nel gennaio del 2007.
L'8 agosto 2010 fa parte del PPV Total Nonstop Action Wrestling Hardcore Justice, dove con l'FBI ha sconfitto il team avversario composto da Kid Kash, Johnny Swanger e Simon Diamond.

## Vita personale
Spencer si è sposato con sua moglie Brooke il 28 agosto 2003.

## Titoli e riconoscimenti
Extreme Championship Wrestling
- ECW World Tag Team Championship (1 - con Little Guido)

Hardkore Championship Wrestling
- HCW Incredible 8 Tournament (semifinali, 2002)

New Breed Pro Wrestling
- New Breed Cruiserweight Championship (1)

Ring of Honor
- ROH Tag Team Championship (1 - con Sal Rinauro)

Southern Championship Wrestling
- SCW Southern Heavyweight Championship (1)